# Я, Олівець

Олівці Eberhard Faber MONGOL 482

Я, Олівець (англ. I, Pencil) — есе Леонарда Ріда (англ. Leonard Read), вперше надруковане в журналі The Freeman у грудневому випуску 1958 року. 
Повна назва: англ. «I, Pencil. My Family Tree as told to Leonard E. Read» (Я, Олівець. Моє родинне дерево розказане Леонарду Ріду). 
Есе було передруковане в травні 1996 року та як памфлет з назвою «I…Pencil» в травні 1998 року. В репринті, Мілтон Фрідман написав передмову, а Дональд Бордо — післямову. Фрідман використав есе в телешоу в 1980 році.
«Я, Олівець» написано від першої особи з погляду олівця марки Eberhard Faber. Олівець розповідає подробиці свого створення, перелічуючи свої складові (кедр, лак, графіт, металевий обідок, пемза, віск, клей) та різних людей, задіяних в його створенні, аж до прибиральника на фабриці та складовщика, який керує поставками в порт.
Існує більш приголомшливий факт: відсутність єдиного повелителя, будь-кого, хто б диктував або примусово керував всіма цими діями, що створюють мене. Неможливо знайти жодних ознак цієї людини. Натомість ми з'ясовуємо, що тут діє Невидима рука.
Урок, який я хочу вам надати, полягає у наступному: Не стримуйте жодні творчі ідеї. Просто організуйте діяльність суспільства в гармонії з цим уроком. Дозвольте законотворчому апарату суспільства усунути будь-які перешкоди. Дозвольте вільно рухатись та розвиватись цим творчим ноу-хау. Вірте, що вільні чоловіки та жінки підкоряться Невидимій руці. І ця віра виправдає себе.

## Цікаві факти
- Леонард Рід як приклад взяв олівець фірми Eberhard Faber "Mongol 482"; марка канцелярських виробів Mongol охоплює широкий спектр канцелярських виробів фірми Eberhard Fabe;
- назва Mongol походить від тунгуських, іркутських графітових шахт і шахт у Єврейській автономній області РФ, які розташовані у Сибіру на територіях, які колись належали до Золотої Орди монголів.
- Леонард Рід — засновник Фонду економічної освіти (англ. Foundation for Economic Education).